# Torsten Brandel
Karl Torsten Brandel, född 15 februari 1912 i Stockholm, död 10 december 1989, var en svensk diplomat och författare.

## Biografi
Brandel var son till överste Manne Brandel och Karin Ekholm. Han avlade reservofficersexamen 1932 och filosofie kandidatexamen 1934 samt kansliexamen 1936. Brandel blev attaché vid Utrikesdepartementet (UD) 1937 och tjänstgjorde vid generalkonsulatet i London 1937, legationen 1939, var tillförordnad andre legationssekreterare 1941, tillförordnad förste legationssekreterare i Berlin 1944 och Sveriges representant hos brittiska ockupationsmyndigheten i Hamburg 1945. Brandel var därefter förste vicekonsul i San Francisco 1946, tillförordnad generalkonsul i Chicago 1948, förste vicekonsul i Danzig 1950, beskickningsråd i Köpenhamn 1951, konsul i Hongkong 1954, generalkonsul 1956-1958, ambassadör i Bogotá, Panama City och Quito 1958-1961 samt Monrovia 1961-1962. Han hade särskilt uppdrag vid UD 1962, tjänstgjorde vid UD:s förhandlingsgrupp 1964 och var ambassadör i Budapest 1964-1969.
Brandel författade artiklar i svenska och utländska tidskrifter i militära och utrikespolitiska ämnen och rörande teater och sport.
Brandel gifte sig 1945 med Karin Lovén (född 1915), dotter till försäkringsdirektör Trygve Lovén och Ruth von Dahn. Han gravsattes den 12 februari 1990 på Norra begravningsplatsen i Solna kommun.